# Motonàutica als Jocs Olímpics d'estiu de 1908 - Classe C
La Classe C (6,5 a 8 metres) va ser una de les tres competicions del programa de motonàutica que es disputaren als Jocs Olímpics de Londres de 1908.
La classe C es va disputar el segon dia de competició, el 29 d'agost. El Gyrinus, que el dia anterior havia guanyat la Classe B es torna a presentar. En aquesta ocasió el contrincant fou el Sea Dog. Novament el Gyrinus fou l'única embarcació en finalitzar la cursa, mentre el Sea Dog va tenir problemes al motor i hagué de ser remolcat fora el circuit.

## Resultats
| Posició | Embarcació | Tripulació                                                            | País       | Temps        |
| ------- | ---------- | --------------------------------------------------------------------- | ---------- | ------------ |
| Or      | Gyrinus    | John Field-Richards Bernard Boverton Redwood Isaac Thomas Thornycroft | Regne Unit | Desconegut   |
| –       | Sea Dog    | Thomas Weston Warwick Wright                                          | Regne Unit | No finalitza |